# Kupa na Bălgarija 2007-2008
La Coppa di Bulgaria 2007-2008 è stata la 26ª edizione di questo trofeo, e la 68ª in generale di una coppa nazionale bulgara di calcio, iniziata il 12 ottobre 2007 e terminata il 14 maggio 2008.  Il Liteks Loveč ha vinto il trofeo per la terza volta.

## Primo turno
A questo turno partecipano i 4 vincitori della terza divisione e le 28 squadre della Seconda Lega.
| Squadra 1       | Risultato | Squadra 2         |
| --------------- | --------- | ----------------- |
| 12 ottobre 2007 |           |                   |
| Sliven          | 2 – 0     | Rodopa Smoljan    |
| Spartak Plovdiv | 0 – 1     | Svetkavica        |
| 13 ottobre 2007 |           |                   |
| Kaliakra        | 2 – 0     | Šumen             |
| Haskovo         | 1 – 2     | Čavdar Etropole   |
| Minyor Radnevo  | 3 – 1     | Čavdar Byala      |
| Ljubimec 2007   | 2 – 1     | Svilengrad        |
| OFC Devnya      | 0 – 2     | Jantra Gabrovo    |
| Rilski Sportist | 0 – 1     | Minjor Pernik     |
| Etăr 1924       | 3 – 0     | Belite orli       |
| Montana         | 0 – 1     | Nafteks Burgas    |
| Akademik Sofia  | 2 – 3     | Velbažd           |
| Kom Berkovica   | 1 - 4     | Lokomotiv Mezdra  |
| Spartak Pleven  | 0 – 2     | Dunav Ruse        |
| Bansko          | 3 – 1     | Pirin Goce Delčev |
| Marica Plovdiv  | 0 – 1     | Sportist          |
| Benkovski Byala | 3 – 0     | Nesebăr           |

## Sedicesimi di finale
A questo turno partecipano i 16 vincitori del turno precedente e le 16 squadre della Prima Lega.
| Squadra 1         | Risultato       | Squadra 2              |
| ----------------- | --------------- | ---------------------- |
| 31 ottobre 2007   |                 |                        |
| Ljubimec 2007     | 0 – 2           | PSFK Černomorec Burgas |
| Lokomotiv Plovdiv | 1 – 0           | CSKA Sofia             |
| Bansko            | 0 – 0 (5-4 dtr) | Jantra Gabrovo         |
| Svetkavica        | 0 – 1 (dts)     | Černo More Varna       |
| Sliven            | 2 – 2 (6-7 dtr) | Spartak Varna          |
| Nafteks Burgas    | 0 – 1           | Botev Plovdiv          |
| Velbažd           | 0 – 2           | Liteks Loveč           |
| Kaliakra          | 4 – 1           | Etăr 1924              |
| Minjor Pernik     | 2 – 1           | Belasica Petrič        |
| Čavdar Etropole   | 0 – 0 (5-3 dtr) | Marek Dupnica          |
| Sportist          | 1 – 0           | Dunav Ruse             |
| Lokomotiv Mezdra  | 1 – 2 (dts)     | Levski Sofia           |
| Pirin Blagoevgrad | 0 – 0 (5-4 dtr) | Vidima-Rakovski        |
| Benkovski Byala   | 0 – 2           | Slavia Sofia           |
| Beroe             | 0 – 3           | Vihren Sandanski       |
| Minyor Radnevo    | 0 – 1           | Lokomotiv Sofia        |

## Ottavi di finale
| Squadra 1              | Risultato | Squadra 2         |
| ---------------------- | --------- | ----------------- |
| 5 dicembre 2007        |           |                   |
| Liteks Loveč           | 3 – 0     | Vihren Sandanski  |
| 12 dicembre 2007       |           |                   |
| Čavdar Etropole        | 0 – 2     | Kaliakra          |
| Sportist               | 1 – 4     | Lokomotiv Plovdiv |
| Lokomotiv Sofia        | 1 – 0     | Spartak Varna     |
| Bansko                 | 2 – 6     | Černo More Varna  |
| Minjor Pernik          | 0 – 1     | Pirin Blagoevgrad |
| PSFK Černomorec Burgas | 0 – 2     | Levski Sofia      |
| Botev Plovdiv          | 4 – 2     | Slavia Sofia      |

## Quarti di finale
| Squadra 1        | Risultato       | Squadra 2         |
| ---------------- | --------------- | ----------------- |
| 12 marzo 2008    |                 |                   |
| Liteks Loveč     | 0 – 0 (4-3 dtr) | Levski Sofia      |
| Lokomotiv Sofia  | 0 – 2           | Botev Plovdiv     |
| Kaliakra         | 3 – 1           | Lokomotiv Plovdiv |
| Černo More Varna | 1 – 0           | Pirin Blagoevgrad |

## Semifinali
| Squadra 1      | Risultato | Squadra 2        |
| -------------- | --------- | ---------------- |
| 16 aprile 2008 |           |                  |
| Kaliakra       | 1 – 3     | Černo More Varna |
| Liteks Loveč   | 4 – 2     | Botev Plovdiv    |

## Finale
| Arbitro: | Nikolay Yordanov |

|  |           |             |
|  | Marcatori | 58’ Manolev |